# スイッチヒッター
野球におけるスイッチヒッター (switch hitter) は左右両方の打席でバッティングを行う選手を指す。
投打の利き腕には、左右打（ち）もしくは両打（ち）と表示される。
例：右投（げ）左右打（ち）＝右投（げ）両打（ち）
　　左投（げ）左右打（ち）＝左投（げ）両打（ち）
　　左右投（げ）左右打（ち）＝両投（げ）両打（ち）
ボクシングで右構えと左構えの両方で自在に戦える選手（例えばマービン・ハグラー、ナジーム・ハメド、テレンス・クロフォードなど）もスイッチヒッターと呼ばれることがある。

## 概説
野球では、投手の利き腕に対し反対側の打席に立つ方が、
「ピッチャーのリリースポイントが見やすい」、
「打つことが特に難しいカーブやスライダーなどの外に大きく逃げる変化球が来ない」、
「ピッチャーのすっぽ抜けたボールが体に向かってこないため恐怖を感じにくい」等の理由で有利である。
このためスイッチヒッターは、一般的には相手が右投手の場合は左打席に、左投手の場合は右打席に立つ。
このことは野球の黎明期から知られており、
アメリカでは、左右両打席で打つ試みも、19世紀のころから行われていた。
最初のスイッチヒッターは、
1871年から1874年にかけてニューヨーク・ミューチュアルズ等でプレーしたボブ・ファーガソンに遡る。
相手が右投手の時は左打者中心、左投手の時は右打者中心の打線を組むプラトーン・システムを積極的に取り入れるチームが増えて以降、限られた人数のベンチ入り選手を有効活用するためにスイッチヒッターが重用されるようになり、出場機会を増やすために転向する選手が徐々に増えていった。
さらに、50年代から60年代にスイッチヒッターの強打者ミッキー・マントルがヤンキースのスター選手として活躍した影響から、それ以降はパワーヒッターでもスイッチヒッターに転向する選手も出てきた。
1940年代から徐々に増えていったスイッチヒッターは、1990年代前半にはメジャーリーグ全選手中で20％近くに達したが、その後は減少傾向にある 。
日本でスイッチヒッターの存在を広く知らしめたのは、元巨人の柴田勲だといわれている。
柴田の走力・打力・野球センスに惚れ込んでいた当時の巨人の川上監督が、ドジャース戦法といわれる機動力や小技を重視する野球を目指しており、ドジャースのスイッチヒッター・モーリー・ウィルスのような核弾頭にふさわしい男と考えたことから、スイッチヒッターに転向させたといわれている。 
その影響もあり、70年代から徐々にスイッチヒッターは増えていったが、日本の場合、足が速く長打力の無い右打ちの選手が、一塁に近いなどの理由で出塁に有利とされる左打ちをするためスイッチヒッターに転向するケースが多く、パワーヒッターがスイッチヒッターに挑戦するケースはあまり多くない。
日本でもアメリカと同じく、80年代から90年代前半に増えたスイッチヒッターは減少傾向にあり、2018年8月時点では、育成枠を含めた現役選手中わずか２％の21人のみである。
ルール上は、１打席の途中で左右を変えることもできる（例えば、はじめ右打席に立った後、相手投手が1球投げてから、その後左打席に変える等）。
日本プロ野球では柿本実（中日）が1963年8月28日の対阪神戦の第1打席（投手は村山実）で1球ごとに打席を替え、6球目に三振したという例がある。
ただし、柿本は通常は右打の選手であり、スイッチヒッターではない。
なお、柿本の例にもあるように、登録している打席と反対の打席に立つことはルール上問題ない。
過去には対戦投手との兼ね合いで本来と違う打席に立つ場合（ロッテ時代のレロン・リーなど）や、シーズン中にスイッチヒッターに転向した場合（2008年の巨人・鈴木尚広など）、敬遠に対して抗議するため（2003年の西武アレックス・カブレラ）などがある。
スイッチヒッターは左右両方で打撃を行うため、
バットスイングによる体のゆがみが悪化しにくくスポーツ障害を起こしにくいと言われている。
そのため最近では本来の打席と反対の打席で打撃練習をすることがよく行われるようになっている。
2020年代のNPBにスイッチヒッターが少ない理由について、今浪隆博は「メリットが少ない」「メリットもあるがデメリットがメリットを上回る」とスイッチヒッターの有用性自体を否定している。
その理由として「(スイッチヒッターは)左投手が苦手な人が多い。理由はこれしかない」と前置きしつつ、
「そもそもプロ野球選手になれるような左打者は左投手が苦手な人はほとんどいない」と実情を説明しており、
戦力として通用するスイッチヒッターになるには、
右打者や左打者と比べて相当の練習量が必要な上に、
スイッチヒッターになると得意な方の打席の打撃の感覚も狂いがちである点にも触れている。

スイッチヒッターの例
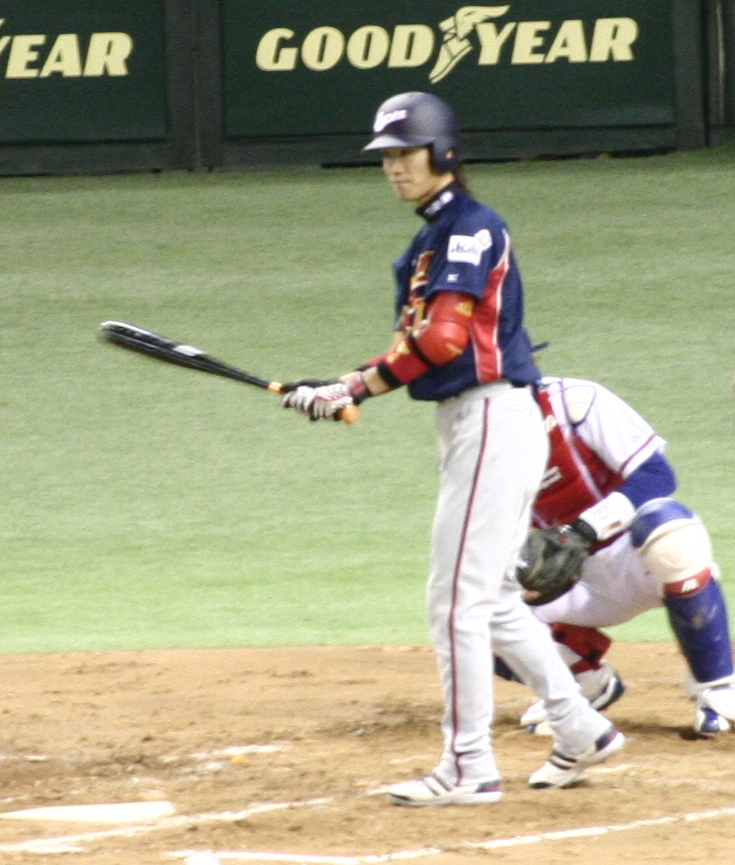
右打席に立つ西岡剛
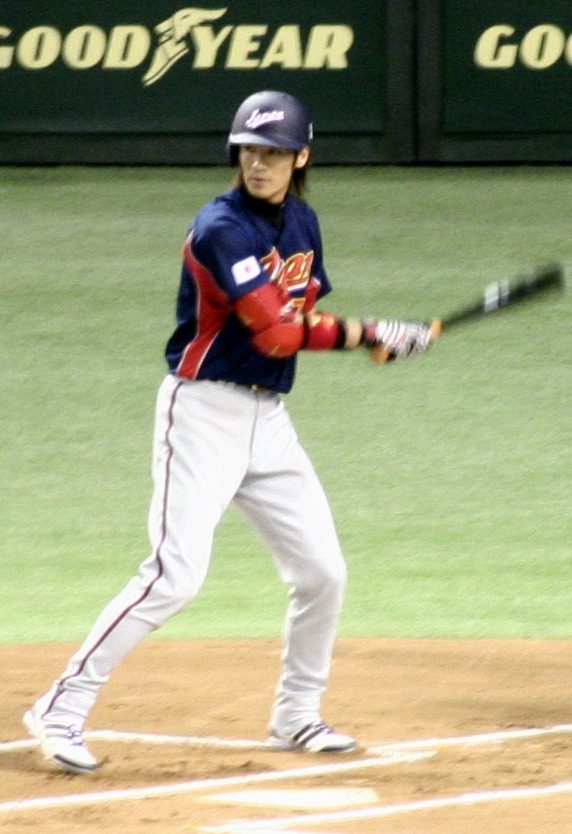
左打席に立つ西岡剛
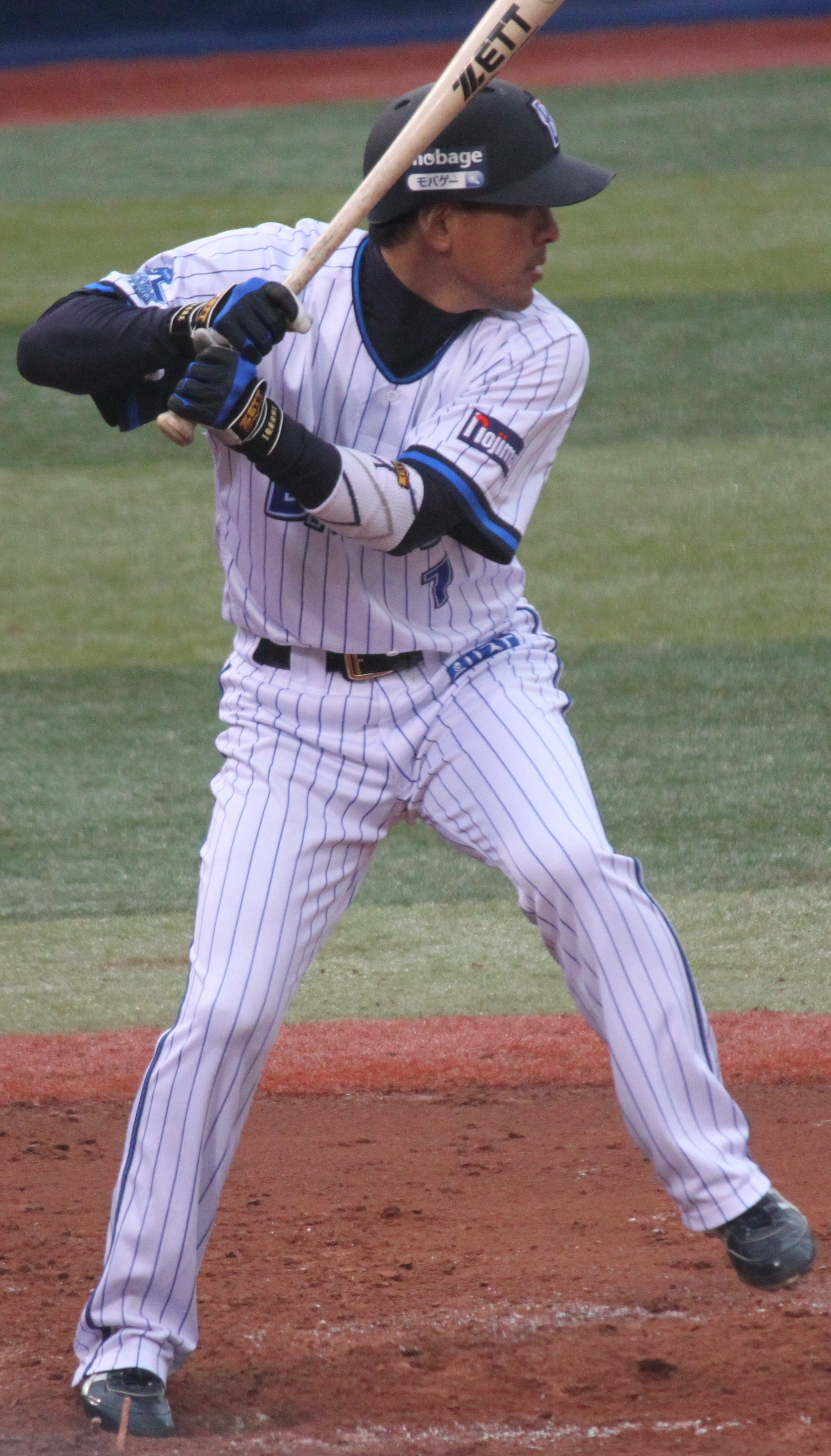
右打席に立つ金城龍彦
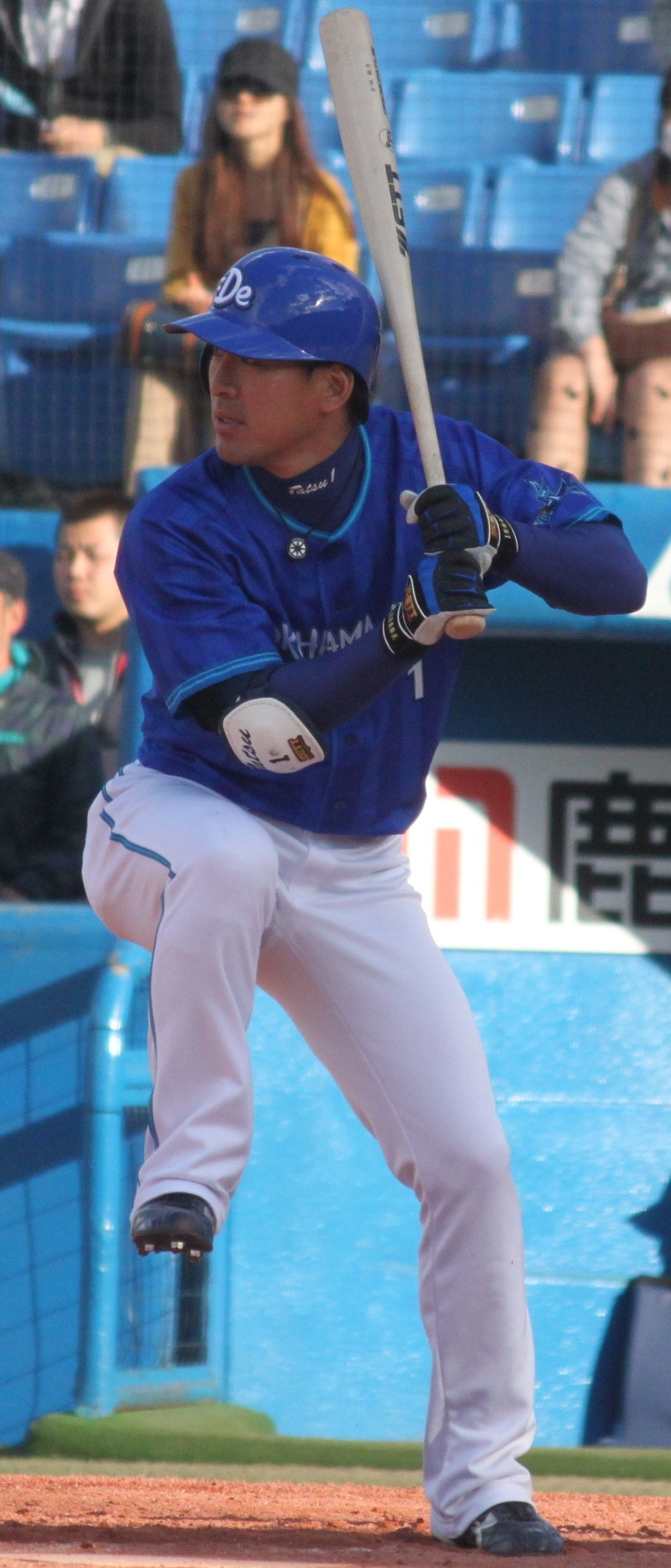
左打席に立つ金城龍彦
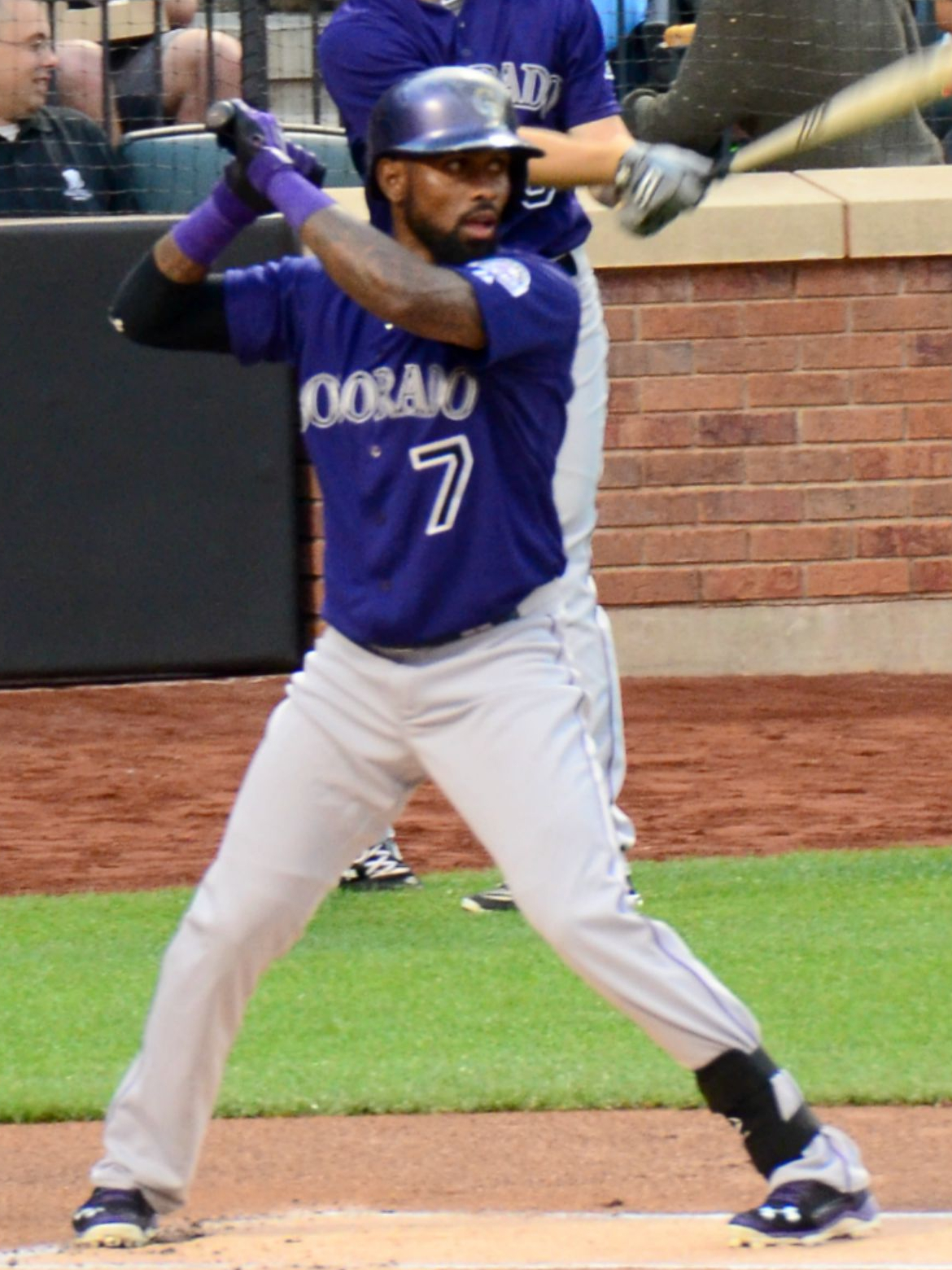
右打席に立つホセ・レイエス
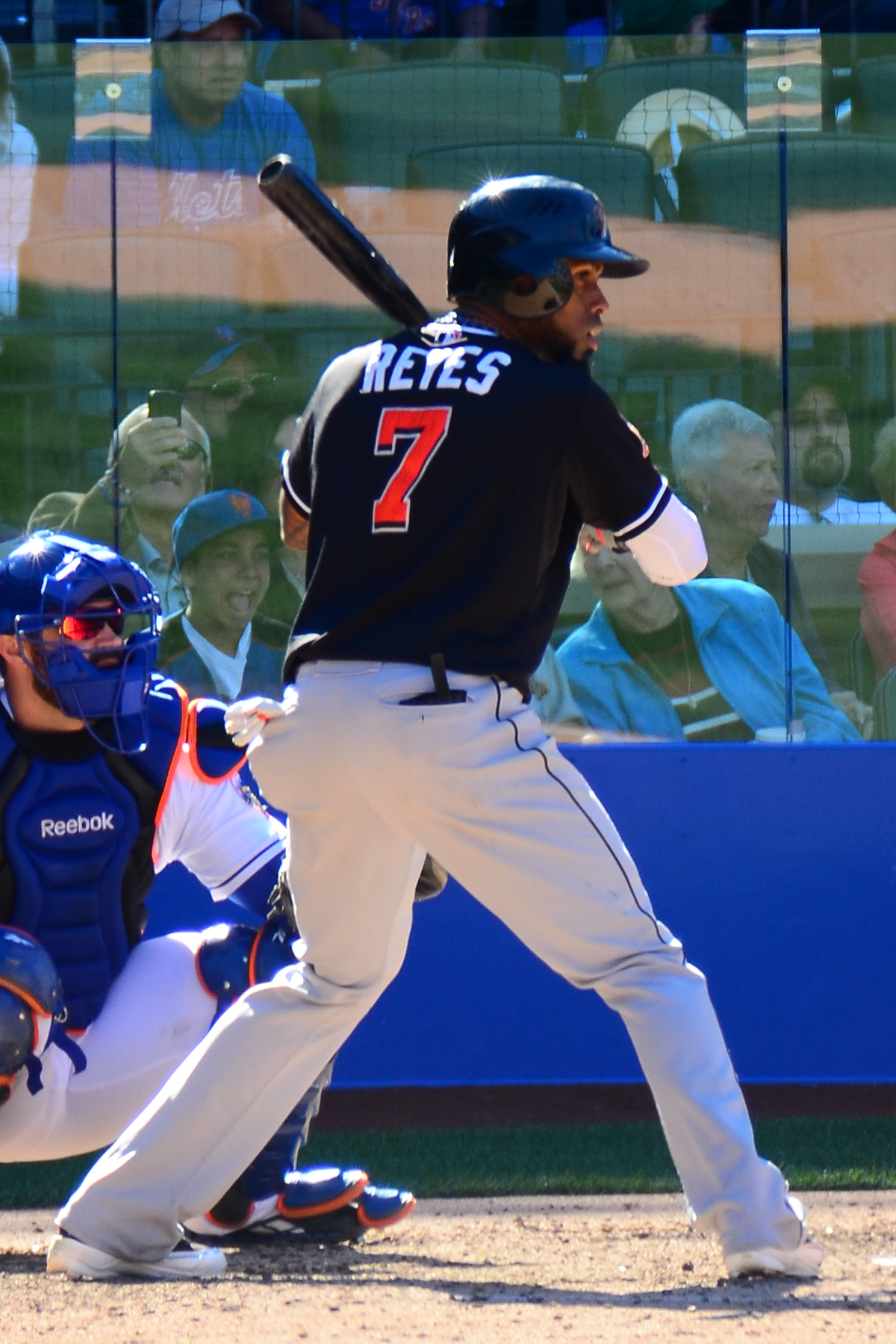
左打席に立つホセ・レイエス

## 主なスイッチヒッター

### MLB

#### 現役選手
- エリック・アイバー
- エドゥアルド・エスコバー
- オジー・アルビーズ
- ディラン・カールソン ※左投げ
- ジェイマー・キャンデラリオ
- アズドルバル・カブレラ
- オズワルド・カブレラ
- ヨハン・カマルゴ
- ビクター・カラティーニ
- ヤズマニ・グランダル
- ロビー・グロスマン ※左投げ
- カルロス・サンタナ
- アンソニー・サンタンダー
- パブロ・サンドバル
- ケンリー・ジャンセン ※投手
- エリー・デラクルーズ
- マイケル・トグリア ※左投げ
- ジェイソン・ドミンゲス
- ジョナ・ハイム
- サム・ハガーティ
- イアン・ハップ
- ワンダー・フランコ
- ジュリクソン・プロファー
- パトリック・ベイリー
- ジョシュ・ベル
- ヘラルド・ペルドモ
- ホルヘ・ポランコ
- ケーテル・マルテ
- ヨアン・モンカダ
- アドリー・ラッチマン
- ホセ・ラミレス
- フランシスコ・リンドーア
- ブライアン・レイノルズ
- カル・ローリー
- トミー・エドマン

#### 引退選手
- ロベルト・アロマー
- サンディー・アロマー・シニア
- ジョン・アンダーソン
- シーザー・イズトゥリス
- バーニー・ウィリアムス
- モーリー・ウィルス
- ウィリー・ウィルソン
- ムーキー・ウィルソン
- ランディ・ウィン
- ニール・ウォーカー
- カール・エバレット
- ルイス・カスティーヨ
- メルキー・カブレラ ※左投げ
- ケン・カミニティ
- カルロス・ギーエン
- オージー・ギャラン（英語版）
- マックス・キャリー
- ジム・ギリアム（英語版）
- トニー・クラーク
- キッド・グリーソン（英語版）
- ココ・クリスプ
- アルフレド・グリフィン
- ホセ・クルーズ・ジュニア
- ドン・ケッシンジャー（英語版）
- ビンス・コールマン
- リッパー・コリンズ（英語版）
- グレッグ・ジェフリーズ
- ルーベン・シエラ
- テッド・シモンズ
- ウォリー・シャング（英語版）
- レッド・ショーエンディーンスト
- チッパー・ジョーンズ
- ハワード・ジョンソン
- ケン・シングルトン
- ニック・スウィッシャー※左投げ
- J.T.スノー※左投げ(1998年までスイッチ)
- ジャスティン・スモーク※左投げ
- ベン・ゾブリスト
- オジー・スミス
- レジー・スミス
- ロイ・スモーリー（英語版）
- デビッド・セギー（英語版）※左投げ
- グレッグ・ゾーン
- レイ・ダーラム
- タック・ターナー- スイッチヒッター史上初の4割打者※左投げ
- トミー・タッカー（英語版）
- ジョージ・デイヴィス
- チリ・デービス
- トム・デーリー（英語版）
- マーク・テシェイラ
- ミッキー・テトルトン
- ギャリー・テンプルトン（英語版）
- ウェス・パーカー
- ランス・バークマン※左投げ
- カルロス・バイエガ
- アンヘル・パガン
- ケビン・バス（英語版）
- トニー・バナザード
- スタン・ハビアー（英語版）
- ジェイソン・バリテック
- ホセ・バレンティン
- デイブ・バンクロフト
- シェーン・ビクトリーノ
- ホセ・ビスカイーノ（英語版）
- オマー・ビスケル
- ホセ・ビドロ
- ドン・ビュフォード
- デューク・ファレル（英語版）
- ボブ・ファーガソン - 史上初のスイッチヒッター
- デクスター・ファウラー
- ショーン・フィギンズ
- デーブ・フィリー（英語版）
- トニー・フィリップス（英語版）
- トニー・フェルナンデス
- ドニー・ブッシュ
- フランキー・フリッシュ
- ルー・ブルー（英語版）
- チェイス・ヘッドリー
- クリフ・ペニントン
- カルロス・ベルトラン
- ネイフィ・ペレス
- テリー・ペンドルトン
- ラリー・ボーワ
- ホルヘ・ポサーダ
- ボビー・ボニーヤ
- デボン・ホワイト
- ロイ・ホワイト
- ウィリー・マギー
- マーク・マクレモア
- ゲイリー・マシューズ・ジュニア
- ビクター・マルティネス
- エディ・マレー
- ミッキー・マントル - スイッチヒッター史上初の三冠王獲得
- ビル・ミラー
- ケンドリス・モラレス
- ドミトリー・ヤング
- ジェド・ラウリー
- ジム・ラフィーバー
- クロード・リッチー（英語版）
- ジョニー・レイ
- ホセ・レイエス
- ハロルド・レイノルズ
- ティム・レインズ
- ピート・ローズ
- ブライアン・ロバーツ
- ジミー・ロリンズ

#### スイッチヒッターのシーズン最高記録
- スイッチヒッターのシーズン最高打率（.418）
  - タック・ターナー（英語版）（フィラデルフィア・フィリーズ）（1894年）
- スイッチヒッターのシーズン最多本塁打（54本塁打）
  - ミッキー・マントル（ニューヨーク・ヤンキース）（1961年）
- スイッチヒッターのシーズン最多打点（144打点）
  - マーク・テシェイラ（テキサス・レンジャーズ）（2005年）
- スイッチヒッターのシーズン最多安打数（230安打）
  - ピート・ローズ（シンシナティ・レッズ）（1973年）
  - ウィリー・ウィルソン（カンザスシティ・ロイヤルズ）（1980年）

#### スイッチヒッターのタイトル獲得者
- 首位打者
  - トミー・タッカー（英語版）（1889年）
  - ミッキー・マントル（1956年）
  - ピート・ローズ（1968年、1969年、1973年）
  - ウィリー・ウィルソン（1982年）
  - ウィリー・マギー（1985年、1990年）
  - ティム・レインズ（1986年）
  - テリー・ペンドルトン（1991年）
  - バーニー・ウィリアムズ（1998年）
  - ビル・ミラー（2003年）
  - チッパー・ジョーンズ（2008年）
- 本塁打王
  - ミッキー・マントル（1955年、1956年、1958年、1960年）
  - エディ・マレー（1981年）
  - ハワード・ジョンソン（1991年）
  - マーク・テシェイラ（2009年）
- 打点王
  - ミッキー・マントル（1956年）
  - エディ・マレー（1981年）
  - ルーベン・シエラ（1989年）
  - ハワード・ジョンソン（1991年）
  - ランス・バークマン（2002年）
  - マーク・テシェイラ（2009年）

スイッチヒッター通算本塁打
- - ミッキー・マントル（536本）
  - エディ・マレー（504本）
  - チッパー・ジョーンズ（468本）
  - カルロス・ベルトラン(435本)
  - マーク・テシェイラ(409本)
  - ランス・バークマン(366本)
  - チリ・デービス（350本）
  - レジー・スミス(314本)

### 日本プロ野球

#### 現役選手（NPB）
- 植田海
- 大城元(NPB登録は右投右打)
- 加藤竜馬
- 川野涼多
- アンソニー・ガルシア
- 澤田遥斗
- 田中和基 - 2018年パ・リーグ新人王
- 仲田慶介
- 日渡柊太 ※投手
- 藤原大智
- 舟越秀虎
- 三嶋一輝 ※投手
- 村上泰斗 ※投手
- リバン・モイネロ ※投手(NPB登録は左投左打)
- ミゲル・ヤフーレ ※投手
- 横山楓 ※投手
- 若林晃弘

元スイッチヒッターの現役選手
- 浅野翔吾
- 上本崇司
- 菊池涼介
- 熊谷敬宥
- 佐野皓大
- 筒香嘉智
- 嶺井博希
- 陽岱鋼

#### 主な引退選手（NPB）
- 大島公一
- スティーブ・オンティベロス
- 木村拓也
- 金城龍彦
- 柴田勲 - スイッチヒッターでは初となるNPB通算2000安打を記録。
- 正田耕三
- 白井一幸
- 杉谷拳士 - 令和初の左右打席本塁打達成。
- フェルナンド・セギノール - 左右打席本塁打通算9回のNPB記録を持つ。
- 高橋慶彦
- オレステス・デストラーデ
- 西岡剛 - 日本人のスイッチヒッターおよび内野手としては初となるシーズン200本安打を達成し、史上4人目となるスイッチヒッターでの首位打者かつ史上4人目の全試合フルイニング出場首位打者となり、最多安打のタイトルも獲得。
- 西村徳文
- トニー・バナザード
- 平野謙
- ドゥエイン・ホージー
- 堀尾文人 - 日本球界初のスイッチヒッター。
- 松井稼頭央 - スイッチヒッターでは唯一のトリプルスリー、日本人スイッチヒッターでは唯一のシーズン30本塁打を記録。
- 松永浩美 - 日本人選手では初めての左右打席本塁打、スイッチヒッターでは初となるNPB通算200本塁打を記録。
- 屋鋪要
- 山崎隆造

#### スイッチヒッターのシーズン最高記録（NPB）
- スイッチヒッターのシーズン最高打率（.346）
  - 金城龍彦（横浜）（2000年）
- スイッチヒッターのシーズン最多本塁打（44本塁打）
  - フェルナンド・セギノール（日本ハム）（2004年）
- スイッチヒッターのシーズン最多打点（108打点）
  - フェルナンド・セギノール（日本ハム）（2004年）
- スイッチヒッターのシーズン最多安打数（206安打）
  - 西岡剛（ロッテ）（2010年）

#### スイッチヒッターのタイトル獲得者（NPB）
- 首位打者
  - 正田耕三（広島）（1987年・1988年）
  - 西村徳文（ロッテ）（1990年）
  - 金城龍彦（横浜）（2000年）
  - 西岡剛（ロッテ）（2010年）
- 本塁打王
  - オレステス・デストラーデ（西武）（1990年 - 1992年）
  - ドゥエイン・ホージー（ヤクルト）（1997年）
  - フェルナンド・セギノール（日本ハム）（2004年）
- 打点王
  - オレステス・デストラーデ（西武）（1990年、1991年）
- 最多安打
  - スティーブ・オンティベロス（西武）（1983年）
  - 松井稼頭央（西武）（1999年、2002年）
  - 西岡剛（ロッテ）（2010年）
- 最高出塁率
  - スティーブ・オンティベロス（西武）（1983年、1984年）
  - 松永浩美（オリックス）（1989年）
  - 白井一幸（日本ハム）（1991年）

### 韓国プロ野球

#### 現役選手（KBO）
- 金周元
- 金泰昊
- ウィリアム・クエバス※投手
- 鞠海成
- 徐藝日
- 宋領鎮※投手
- 趙珉奭※投手
- 鄭晶優※投手
- 朴柾泫
- 朴東洙※投手
- ヨナタン・ペルラサ
- 洪成民
- 柳承澈※投手
- ヘンリー・ラモス
- ビクター・レイエス
- メル・ロハス・ジュニア
- 金智讚(以前)
- 崔炯宇(以前)

#### 引退選手（KBO）
- 徐東旭
- 高將赫
- 黃眞秀
- 尹熙永
- 姜銘俊
- 文燦鍾
- 徐均
- 李鍾烈（朝鮮語版）
- 張元鎭（朝鮮語版）
- 朴鍾皓（朝鮮語版）
- ジョシュ・ベル
- フェリックス・ホセ
- 李性烈(以前)
- 金元燮(以前)
- 金宰賢(以前)
- 朴夋序(以前)

#### スイッチヒッターのタイトル獲得者（KBO）
- 首位打者
  - 朴鍾皓（現代ユニコーンズ、2000年）
- 最多本塁打
  - メル・ロハス・ジュニア（KTウィズ、2020年）
- 最多打点（朝鮮語版）
  - メル・ロハス・ジュニア（KTウィズ、2020年）
- 最高出塁率
  - フェリックス・ホセ（ロッテ・ジャイアンツ、2000年）

### キューバ国内リーグ

#### 現役選手（SNB）
- フレデリク・セペダ

### フィクション
- アントニオ・アルバレス - 『雷神〜RISING〜』
- 泉孝介 - 『おおきく振りかぶって』
- 今岡忍 - 『ROOKIES』
- ジョー・ギブソンJr. - 『MAJOR』
- 木村準 - 『鳳ボンバー』
- 倉持洋一 - 『ダイヤのA』
- 田村達郎 - 『名門!第三野球部』
- 友沢亮 - 『実況パワフルプロ野球』
- 野中ゆたか - 『風光る』（スイッチピッチャーでもある）
- ジャック時田 - 『男どアホウ甲子園』
- 国定忠治 - 『ドカベン』
- 笠原怜斗 - 『あの月に向かって打て！』